# Kolbenhof (Thalmässing)
Kolbenhof ist ein Gemeindeteil des Marktes Thalmässing im Landkreis Roth (Mittelfranken, Bayern). Kippenwang liegt in der Gemarkung Aberzhausen.

## Lage
Die Einöde liegt in der Südlichen Frankenalb links der Thalach zwischen Aberzhausen und Alfershausen auf dem ansteigenden Talhang rund sechs Kilometer nordwestlich von Thalmässing. Auf der anderen Talseite, dem Kolbenhof gegenüber, mündet das aus südlicher Richtung fließende Weidlingsbachl in die Thalach. Von der im Thalachgrund verlaufenden Staatsstraße 2389 führen zwei Gemeindeverbindungsstraßen hinauf zum Kolbenhof. Früher ging die Straße direkt an der Einöde vorbei.
Die Ackerflur ist 43 Hektar groß.

## Ortsnamensdeutung
Vermutlich leitet sich der Ortsname von „Kolbe“ (des Schilfsrohrs) als „dicker Stecken“ ab.

## Geschichte
Ende des 19. Jahrhunderts wurde am nahen Waldrand ein frühgeschichtlicher Opferstein gefunden.
Kolbenhof, historisch an der Grenze des pfalz-neuburgischen bzw. kurfürstlichen pfalz-baierischen Territoriums zum brandenburg-markgräflichen Ansbach gelegen, wurde erstmals 1137 urkundlich erwähnt, als Willehalm de Kolbenroute als Urkundenzeuge unter dem Eichstätter Bischof Gebhard in Dotationsangelegenheiten des Klosters Kaisheim auftrat. 1347 ist das Gehöft als „Kolbenhof“ überliefert, 1489 als „Kolbenried“, auf einer Philipp-Apian-Karte von 1579 als „Kolbnhofen“. In „Kolbenreut“ stand eine St. Koloman-Kapelle, wie die Heidecker Chorstiftsrechnung von 1620 ausweist; sie ist auch in einer Karte der Herrschaft Heideck eingezeichnet. Im Krieg des Markgrafen Albrecht Achilles mit dem baierischen Herzog Ludwig 1460 zerstört, wurde sie nicht wiederaufgebaut. An der Kapelle soll ein Eremit seine Klause gehabt haben. Von der Kapelle und der Klause hat sich nichts erhalten.
Während im 16. Jahrhundert vom Kolbenhof als einem einzigen Anwesen die Rede ist, hat wohl im 18. Jahrhundert eine Hofteilung in zwei Anwesen stattgefunden. Denn am Ende des Alten Reiches, um 1800, bestand die Einöde aus zwei Untertanenanwesen, die grundherrschaftlich und damit niedergerichtlich zum pfalz-baierischen Landrichteramt Heideck gehörten, während die hohe Gerichtsbarkeit vom Pflegamt Heideck des Kurfürstentums Pfalz-Baiern in Nachfolge von Pfalz-Neuburg als Landesherr wahrgenommen wurde. Kirchlich gehörte die Einöde zur evangelisch-lutherischen Pfarrei Alfershausen, wohin die Kinder auch zur Schule gingen.
Im Königreich Bayern war die Einöde mit dem Kirchdorf Aberzhausen und dem Dorf Kippenwang dem Steuerdistrikt Laibstadt im Amtsgericht und Rentamt (ab 1939 Landkreis) Hilpoltstein zugeordnet. Bei der Gemeindebildung 1811/18 wurde Aberzhausen mit seinen Ortsteilen eine Ruralgemeinde. 1875 wurden von den 16 Einwohnern der Einöde drei Pferde und zehn Stück Rindvieh gehalten; heute arbeitet in Kolbenhof ein Zuchtbetrieb für Rinder. Im Zuge der Gemeindegebietsreform ließen sich Aberzhausen und Kippenwang nach Heideck eingemeinden, während Kolbenhof sich zum 1. Januar 1972 dem Markt Thalmässing anschloss.

### Einwohnerentwicklung
- 1818: 19 (2 „Feuerstellen“ = Häuser, 3 Familien)[16]
- 1820: 20 (2 Anwesen)[17]
- 1871: 16 (8 Gebäude)[18]
- 1900: 15 (2 Wohngebäude)[19]
- 1950: 30 (2 Anwesen)[20]
- 1961: 9 (2 Wohngebäude)[21]
- 1970: 10[22]
- 1987: 11 (2 Wohngebäude, 2 Wohnungen)[23]
- 2015: 12[24]

## Naturdenkmal „1000-jährige“ Linde

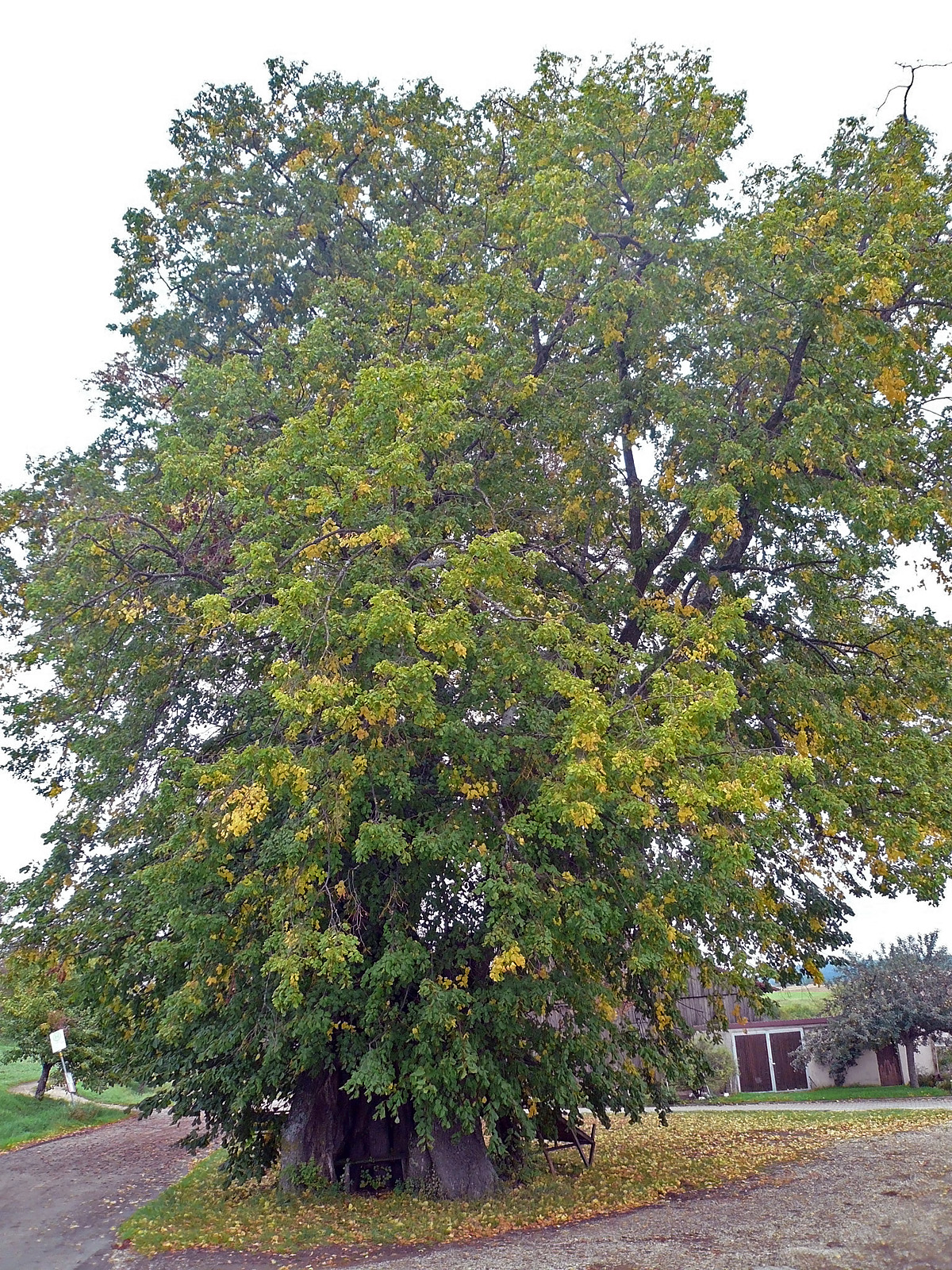
Die „1000-jährige“ Kolbenhoflinde

Im Weiler steht exponiert an der Straße eine sagenumwobene, sogenannte „1000-jährige“ Linde, auch „Kolbenhoflinde“ genannt. Sie hat einen Stammumfang von neun Metern. Gepflanzt wurde die Sommerlinde möglicherweise zeitgleich mit der Errichtung der abgegangenen St. Koloman-Kapelle im 11./12. Jahrhundert. Ihr tatsächliches Alter ist unbekannt. Schätzungen zufolge dürfte sie 400–500 Jahre alt sein. Im heute hohlen und auf eine Seite hin offenen Stamm ist eine Sitzbank eingebaut.

## Freizeit
Der Kolbenhof wird von der 15 Kilometer langen Westschleife des Thalmässinger Grenzwanderweges berührt. Außerdem verläuft der Wanderweg Nr. 6 des Fränkischen Albvereins über Kolbenhof.